# Adelophryne baturitensis
Az Adelophryne baturitensis a kétéltűek (Amphibia) osztályába, a békák (Anura) rendjébe és az Eleutherodactylidae családjába tartozó faj.

## Előfordulása
A faj Brazília endemikus faja. Brazília északnyugati részén, Ceará és Pernambuco államokban honos.
Megtalálható száraz vagy nedves avarban, broméliákban, háborítatlan erdőkben patakpartokon, kávéültetvényeken. A fakitermelés, a mezőgazdasági művelés és az emberi települések terjeszkedése miatt élőhelyének elvesztése fenyegeti. agriculture.